# کان کیکوچی (بازیکن فوتبال)
کان کیکوچی (ژاپنی: 菊池 完؛ زادهٔ ۳ مهٔ ۱۹۷۷) یک بازیکن فوتبال اهل ژاپن است.
از باشگاه‌هایی که در آن بازی کرده‌است می‌توان به باشگاه فوتبال گیفو اشاره کرد.